# 켈러 다양체
미분기하학에서 켈러 다양체(Kähler多樣體, 영어: Kähler manifold)는 서로 호환되는 리만 계량 · 복소구조 · 심플렉틱 구조를 갖춘 매끄러운 다양체이다.

## 정의
켈러 다양체 {\displaystyle (M,h)}는 다음 조건을 만족시키는 에르미트 다양체이다.
- 에르미트 계량 {\displaystyle h}에 대응하는 에르미트 형식 {\displaystyle \omega ={\tfrac {1}{2}}i(h-{\bar {h}})}는 닫힌 형식이다. 즉, {\displaystyle d\omega =0}이다.

이에 따라, 켈러 다양체는 {\displaystyle \omega }를 통하여 심플렉틱 다양체를 이룬다. 이를 반대로, 켈러 다양체를 적절한 복소구조를 갖춘 심플렉틱 다양체로 정의할 수도 있다.
켈러 다양체의 에르미트 계량은 켈러 계량(Kähler計量, 영어: Kähler metric)이라고 하고, 켈러 다양체의 에르미트 형식은 켈러 형식(Kähler形式, 영어: Kähler form)이라고 한다.
켈러 다양체는 리만 다양체 · 복소다양체 · 심플렉틱 다양체의 구조를 동시에 가진다. 이는 행렬군의 경우
{\displaystyle U(n)=\operatorname {O} (2n;\mathbb {R} )\cap \operatorname {GL} (n;\mathbb {C} )=\operatorname {GL} (n;\mathbb {C} )\cap \operatorname {Sp} (2n;\mathbb {R} )=\operatorname {O} (2n;\mathbb {R} )\cap \operatorname {Sp} (2n;\mathbb {R} )}
가 성립하므로, 서로 호환되는 리만 구조 · 복소구조 · 심플렉틱 구조 가운데 두 개가 존재하면 나머지 하나 역시 존재하기 때문이다.

## 성질
{\displaystyle 2n} 실수 차원의 켈러 다양체의 홀로노미군은 (주어진 복소구조에 대한) 유니터리 군 {\displaystyle \operatorname {U} (n)}의 부분군이다. 만약 홀로노미가 추가로 {\displaystyle \operatorname {SU} (n)}의 부분군인 경우는 칼라비-야우 다양체라고 한다.

### 켈러 퍼텐셜
켈러 다양체에서는 켈러 형식
{\displaystyle \omega ={\frac {1}{2}}ih_{i{\bar {\jmath }}}dz^{i}\wedge d{\bar {z}}^{\bar {\jmath }}}
가 닫혀 있다. 따라서 국소적으로 이를 다음과 같이 나타낼 수 있다.
{\displaystyle \omega =i(\partial _{i}\partial _{\bar {\jmath }}\rho )dz^{i}d\wedge {\bar {z}}^{\bar {\jmath }}}
이 경우 {\displaystyle \rho }를 켈러 퍼텐셜(영어: Kähler potential)이라고 한다. 일반적으로, 켈러 퍼텐셜은 국소적으로만 정의할 수 있다. 특히, 콤팩트 켈러 다양체의 경우 {\displaystyle \omega ^{n}}이 부피 형식이므로 켈러 형식은 완전 형식일 수 없다. 따라서 콤팩트 켈러 다양체의 켈러 퍼텐셜은 국소적으로만 존재한다.

### 켈러 항등식
켈러 다양체 {\displaystyle M} 위에, 다음과 같은 연산자들이 존재한다.
- 돌보 미분 연산자 {\displaystyle \partial \colon \Omega ^{p,q}(M)\to \Omega ^{p+1,q}(M)} 및 그 에르미트 수반 {\displaystyle \partial ^{\dagger }\colon \Omega ^{p,q}(M)\to \Omega ^{p-1,q}(M)}
- 돌보 미분 연산자 {\displaystyle {\bar {\partial }}\colon \Omega ^{p,q}(M)\to \Omega ^{p,q+1}(M)} 및 그 에르미트 수반 {\displaystyle {\bar {\partial }}^{\dagger }\colon \Omega ^{p,q}(M)\to \Omega ^{p,q-1}(M)}
- 드 람 외미분 {\displaystyle d=\partial +{\bar {\partial }}\colon \Omega ^{n}(M)\to \Omega ^{n+1}(M)} 및 그 에르미트 수반 {\displaystyle d^{\dagger }\colon \Omega ^{n}(M)\to \Omega ^{n-1}(M)}
- 돌보 미분 연산자의 라플라스 연산자 {\displaystyle \Delta _{\partial }=\partial \partial ^{\dagger }+\partial ^{\dagger }\partial \colon \Omega ^{p,q}(M)\to \Omega ^{p,q}(M)}
- 돌보 미분 연산자의 라플라스 연산자 {\displaystyle \Delta _{\bar {\partial }}={\bar {\partial }}{\bar {\partial }}^{\dagger }+{\bar {\partial }}^{\dagger }{\bar {\partial }}\colon \Omega ^{p,q}(M)\to \Omega ^{p,q}(M)}
- 드 람 외미분 연산자의 라플라스 연산자 {\displaystyle \Delta =dd^{\dagger }+d^{\dagger }d\colon \Omega ^{n}(M)\to \Omega ^{n}(M)}

이들 사이에는 다음과 같은 항등식들이 존재하며, 이를 켈러 항등식(Kähler恒等式, 영어: Kähler identities)이라고 한다.
{\displaystyle 0=\{\partial ,{\bar {\partial }}\}=\{\partial ,{\bar {\partial }}^{\dagger }\}=\{{\bar {\partial }},\partial ^{\dagger }\}=\{\partial ^{\dagger },{\bar {\partial }}^{\dagger }\}}
{\displaystyle 2\Delta _{\partial }=2\Delta _{\bar {\partial }}=\Delta }
이에 따라, 켈러 다양체 위에서는 돌보 코호몰로지와 드람 코호몰로지가 서로 일치하게 된다. 이 항등식들은 일반적인 에르미트 다양체에서 성립하지 않는다.

### 위상수학적 성질
매끄러운 다양체 {\displaystyle M}이 켈러 다양체의 구조를 가질 수 있다면, 다음이 성립한다.
- {\displaystyle M}은 (복소구조를 가질 수 있으므로) 짝수 차원의 가향 다양체이다.

{\displaystyle 2n}차원 콤팩트 매끄러운 다양체 {\displaystyle M}이 켈러 다양체의 구조를 가질 수 있다면, 다음이 성립한다.
- {\displaystyle M}은 강한 렙셰츠 다양체이다. 이에 따라, 다음이 성립한다.
  - {\displaystyle M}의 홀수 차수 베티 수 {\displaystyle b_{2k+1}(M)}는 항상 짝수이다. 이는 베티 수를 호지 수 {\displaystyle b_{n}=\sum _{p+q=n}h_{p,q}(M)}로 분해하였을 때, {\displaystyle h_{p,q}=h_{q,p}}이기 때문이다.
  - {\displaystyle M}의 홀수 차수 베티 수 {\displaystyle b_{1},b_{3},\dots ,b_{2k+1}\;(2k+1<n)} 및 짝수 차수 베티 수 {\displaystyle b_{0},b_{2},\dots ,b_{2k}\;(2k<n)}는 증가수열이다.[1]:Corollary 3
- {\displaystyle M}의 기본군은 켈러 군(영어: Kähler group)이라는 특수한 형태이다.[2][3]
- {\displaystyle M}은 형식적 다양체이다.[4]

또한, {\displaystyle 2n}차원 콤팩트 켈러 다양체 {\displaystyle M}의 코호몰로지에는 다음과 같은 호지-리만 쌍선형 관계(Hodge-Riemann雙線型性關係, 영어: Hodge–Riemann bilinear relation)가 존재한다. 다음과 같은 반쌍선형 형식을 정의하자.
{\displaystyle h\colon H^{p,q}\times H^{p,q}\to \mathbb {C} }
{\displaystyle h\colon (\alpha ,\beta )\mapsto \epsilon _{p+q}({\bar {\alpha }}\smile \beta \smile [\omega ]^{n-p-q})([M])\qquad \epsilon _{p+q}={\begin{cases}1&2\mid p+q\\i&2\nmid p+q\end{cases}}}
이는 항상 에르미트 형식이며, 항상 양의 정부호 또는 음의 정부호이다. 또한, {\displaystyle H^{n,0}} 위에는 항상 양의 정부호이며, {\displaystyle H^{p,q}}가 양의 정부호이면 {\displaystyle H^{p,q+1}}은 음의 정부호이며, 반대로 {\displaystyle H^{p,q}}가 음의 정부호라면 {\displaystyle H^{p,q+1}}은 양의 정부호이다.

## 예
복소수 사영 공간 위에는 푸비니-슈투디 계량이라는 켈러 구조가 항상 존재한다. 켈러 다양체의 부분 복소다양체 역시 켈러 다양체이므로, 모든 비특이 사영 복소다양체는 켈러 다양체를 이룬다.
유한 차원 복소수 벡터 공간 {\displaystyle \mathbb {C} ^{n}}은 켈러 다양체를 이룬다. 마찬가지로, 복소수 원환면 {\displaystyle \mathbb {C} ^{n}/\Lambda } 역시 켈러 다양체이다 ({\displaystyle \Lambda \subset \mathbb {C} ^{n}}은 격자).
리만 곡면 위의 모든 리만 계량은 켈러 계량을 정의한다. 이는 2차원에서는 켈러 형식이 닫힌 형식이어야 하는 조건이 자명하기 때문이다.
비특이 K3 곡면은 켈러 다양체이자 초켈러 다양체이다. 보다 일반적으로, 1차 베티 수가 짝수인 모든 2차원 콤팩트 곡면은 켈러 구조를 가질 수 있다.

### 켈러 다양체가 아닌 다양체
켈러 구조를 가질 수 없는 다양체의 예로는 다음이 있다.
- {\displaystyle S^{3}\times S^{1}}의 경우, {\displaystyle b_{1}=1}이므로 켈러 구조를 가질 수 없다.
- 초구 {\displaystyle S^{n}} 가운데 켈러 구조를 가질 수 있는 것은 {\displaystyle n=2}인 경우밖에 없다. {\displaystyle n\neq 2}라면 2차 베티 수가 0이기 때문이다. ({\displaystyle n=2}일 경우 {\displaystyle S^{2}\cong \mathbb {CP} ^{1}}에는 푸비니-슈투디 계량을 줄 수 있다.)
- 실수 사영 공간 {\displaystyle \mathbb {RP} ^{n}}의 경우, {\displaystyle n\geq 2}일 경우 가향 다양체가 아니므로 켈러 구조를 가질 수 없다.

## 역사
켈러 다양체의 개념은 독일의 수학자인 에리히 켈러가 1932년에 도입하였다.
이후 윌리엄 밸런스 더글러스 호지가 켈러 다양체 위의 호지 이론을 정의하였고, 켈러 항등식들을 발견하였다.

## 같이 보기
- 호지 이론
- 에르미트 다양체
- 일반화 켈러 다양체
- 초켈러 다양체
- 사원수 켈러 다양체
- 칼라비-야우 다양체